# Mikefalva
Mikefalva (románul Mica, németül Nickelsdorf) falu Romániában Maros megyében, Mikefalva község központja.

## Fekvése
Dicsőszentmártontól 12 km-re északkeletre a Kis-Küküllő jobb partján fekszik.

## Nevének eredete
Neve a Miklós személynév régi Mike változatából származik.

## Története
Mikefalva nevét 1319-ben említette előszöroklevél Mike comes nevében, aki valószínűleg a település névadója is volt.
1376-ban Alfalu, 1376-ban Olfalu, 1392-ben Mykefalwa, 1438-ban Alfalu vagyis Mikefalua, 1440-ben Mykefalwa Kezpfalu, 1521-ben Mikeffalwa néven említik. Kastélya 18. századi, többször átépítették, ma közhivatalok vannak benne. 1910-ben 549, többségben magyar lakosa volt, jelentős román kisebbséggel. A trianoni békeszerződésig Kis-Küküllő vármegye Dicsőszentmártoni járásához tartozott.
1910-ben 549 lakosából 452 magyar, 89 román volt, ebből 52 görögkatolikus, 393 református, 46 görögkeleti ortodox volt.
1992-ben 576 lakosából 514 magyar, 63 román, 2 német volt, közülük 455 református.

## Nevezetességek
- Keresztes–Eperjesi-kúria[2]